# مردمان پرنده
مردمان پرنده (به انگلیسی: Bird People) فیلمی در ژانر درام محصول ۲۰۱۴ به کارگردانی پاسکال فران است. منتخب بخش نوعی نگاه سال ۲۰۱۴ جشنواره فیلم کن. این فیلم همچنین در فستیوال بین‌المللی تونتو در سال ۲۰۱۴ نیز انتخاب شد.

## خلاصه
آدری یک دانشجو است که در کنار تحصیل برای کسب درآمد در یک هتل پیشخدمت است. در همان هتل گری نیومنِ تاجر آمریکایی که در حال عبور از پاریس است عمداً پروازش را از دست می‌دهد و تصمیم می‌گیرد از همسرش جدا شود و در پاریس بماند .....

## بازیگران
- جاش چارلز .... گری نیومن
- آنائیس دموستیه ... آدری کاموزه
- رشدی زم ... سیمون
- کاملیا ژوردانا ... لیلا
- جفری کانتور ... آلن
- کلارک جانسون .... مک کالون
- آکلا ساری ... دوشیزه باکار
- آن آزولای ... مل لوموند
- مانوئل والاد... بوریس
- ژنویو آدامز... کاتلین
- تاکلیت ونیادرا... آکیرا
- رادا میچل ..... الیزابت نیومن
- کاترین فران... نولا
- هیپولی ژیراردو... ونگر
- متیو آمالری... راوی
- فیلیپ دوسلو... پدر آدری
- کیت مارون خواهر گری (صوتی)